# Marilena Marin
Marilena Marin (ur. 24 lipca 1947 w Conegliano) – włoska polityk i nauczycielka, posłanka do Parlamentu Europejskiego IV kadencji, pierwsza przewodnicząca Ligi Północnej.

## Życiorys
Z wykształcenia pedagog, pracowała jako nauczycielka. W 1980 była wśród założycieli ugrupowania Liga Veneta, którym jako sekretarz krajowy kierowała od połowy lat 80. do połowy lat 90. i z którym w 1989 współtworzyła Ligę Północną. Od 1989 do 1991 pełniła honorową funkcję przewodniczącej tego ugrupowania. Zasiadała z jej ramienia w radzie regionu Wenecja Euganejska.
W latach 1994–1996 sprawowała mandat posłanki do Izby Deputowanych XII kadencji. W latach 1994–1999 była natomiast eurodeputowaną IV kadencji. Pod koniec 1994 opuściła Ligę Północną, działała później w ugrupowaniu Federalisti e Liberaldemocratici. W 1999 wycofała się z działalności politycznej.
Zamężna z Franco Rocchettą, parlamentarzystą i działaczem partyjnym.